# Paschase Broët
Paschase Broët SJ (ur. ok. 1500 w Bertrancourt, zm. 14 września 1562 w Paryżu) – francuski prezbiter rzymskokatolicki, współzałożyciel Towarzystwa Jezusowego, jeden z pierwszych towarzyszy Ignacego Loyoli.

## Życiorys
Urodził się około 1500 roku w Bertrancourt, jako jedno z pięciorga dzieci w rolniczej rodzinie. 12 marca 1524 roku przyjął święcenia kapłańskie i przez następne 8 lat pozostał w Pikardii. Na przełomie 1532 i 1533 roku wyjechał, by studiować filozofię na Collège de Calvi Uniwersytetu Paryskiego. 14 marca 1536 roku otrzymał tytuł licencjata, a jakiś czas później także magistra. Pod przewodnictwem Piotra Fabera odprawił „Ćwiczenia duchowne”, a 15 sierpnia 1536 roku w Montmartre, wraz z Jeanem Codure’em, złożył pierwsze śluby posłuszeństwa, czystości i ubóstwa. W 1537 roku udał się do Wenecji, skąd miał wyruszyć ze swoimi towarzyszami do Ziemi Świętej. Czekając na statek, przyszli jezuici postanowili zająć się posługą apostolską, a w marcu 1537 roku udali się do Rzymu, by spotkać się z Pawłem III. Po spotkaniu z papieżem Broët wraz z Nicolásem Bobadillą udali się do Werony, a następnie z Alfonso Salmerónem do Sieny. Tam, początkowo zostali przeegzaminowani z teologii przez arcybiskupa, a następnie umożliwiono im nauczanie i wygłaszanie kazań. Wiosną 1538 roku, na prośbę Ignacego Loyoli, powrócili do Rzymu, gdzie zostali oskarżeni o herezję, a po procesie oczyszczeni z zarzutów. Rok później na wniosek kardynała Giovanniego Pietra Carafy Broët, Simão Rodrigues i Francesco Strada udali się do Sieny, by rozwiązać sytuację w konwencie benedyktynek.
Gdy w 1540 roku Towarzystwo Jezusowe zostało zatwierdzone przez papieża, Paschase Broët wziął udział w wyborze pierwszego generała zakonu. 22 kwietnia 1541 roku pierwsi jezuici złożyli uroczystą profesję wieczystą w bazylice św. Pawła za Murami. W tym samym roku został wysłany do Irlandii feudalnej, mając zastąpić zmarłego Jeana Codure’a. Miał się tam udać w towarzystwie Alfonso Salmeróna i świeckiego pracownika Kurii Rzymskiej Francesca Zapaty. Pomimo ostrzeżeń kardynała Davida Beatona, dotarli do Edynburga w grudniu 1541 roku, gdzie król Szkocji Jakub V miał im opowiedzieć jak wygląda sytuacja w Irlandii. Trzy miesiące później Broët i Salmerón dopłynęli do Ulsteru. Irlandia, jako zależna część Królestwa Anglii w większości była bardzo niechętna Kościołowi rzymskiemu i większość biskupów musiała opuścić swoje diecezje, a klasztory były opustoszałe. Jezuici słuchali spowiedzi i udzielali rozgrzeszeń dotyczących spraw mniejszej wagi, lecz po miesiącu pobytu postanowili wrócić do Italii, z powodu obawy o swoje życie. W latach 1542-1544 Broët posługiwał w Montepulciano, Foligno, a także w Reggio, gdzie zajmował się reformą konwentu klarysek. W okresie 1545-1547 głosił kazania w Faenzy, na prośbę kardynała Rodolfa Pio di Carpiego. W tym okresie pojawiła się możliwość mianowania go patriarchą Etiopii, by rozpoczął tam misję jezuicką, jednak ostatecznie do tego nie doszło.
W 1547 roku Ignacy Loyola skierował go do Bolonii, gdzie pozostał przez pięć lat. W 1551 roku doglądał powstania kolegium jezuickiego w Ferrarze, a także został prowincjałem Italii. W połowie 1552 roku na tej funkcji zastąpił do Diego Laynez, a Broët został wysłany do Francji. Dzięki pomocy biskupa Guillaume’a Duprata, jezuici założyli Collège Clermont. Sojusznikiem Towarzystwa Jezusowego był kardynał Charles de Guise, natomiast ich przeciwnikami – biskup Paryża Eustache du Bellay, oraz członkowie parlamentu paryskiego. W 1554 roku parlament nie wyraził zgody na uznanie zakonu i zakazał działalności, natomiast Paryski Wydział Teologii ich potępił. Wobec tego jezuici chcieli odwołać się do papieża, na co Paryżanie odpowiedzieli groźbą odwołania się do soboru. W 1554 roku Ignacy Loyola chciał mianować Broëta prowincjałem Francji, ale wobec groźby diecezji paryskiej o ekskomunice dla jezuity, wstrzymał tę decyzję. W 1557 roku Broët udał się do Rzymu, by wziąć udział w pierwszej kongregacji generalnej, by wybrać nowego generała zakonu, po śmierci Loyoli. Jako najstarszy profes, opracował dokument zatwierdzający wybór Layneza. Jesienią 1558 roku powrócił do Paryża, jednak działał głównie poza jego granicami ze względu na wziąć aktywną opozycję. W 1561 roku biskup Paryża złagodził swoje stanowisko względem jezuitów, a rok później to samo zrobił parlament paryski, co wynikało głównie z większej obawy przed szerzącym się kalwinizmem. Podczas epidemii dżumy, Broët opiekował się chorym współbratem i sam się zaraził. Zmarł 14 września 1562 roku w Paryżu.